# Euphorbia deppeana
Euphorbia deppeana е вид растение от семейство Млечкови (Euphorbiaceae). Видът е критично застрашен от изчезване.

## Разпространение
Разпространен е в САЩ.